# Conistra punctillum
Conistra punctillum är en fjärilsart som beskrevs av Max Wilhelm Karl Draudt 1950. Conistra punctillum ingår i släktet Conistra och familjen nattflyn. Inga underarter finns listade i Catalogue of Life.